# Epicoma zelotes
Epicoma zelotes är en fjärilsart som beskrevs av Turner. Epicoma zelotes ingår i släktet Epicoma och familjen tandspinnare. Inga underarter finns listade i Catalogue of Life.